# Mémorial de l'Armée rouge
Le Mémorial de l'Armée rouge, (en russe : Памятник советским воинам, погибшим при освобождении Австрии от фашизма, Monument aux soldats soviétiques morts lors de la libération de l'Autriche du fascisme ; en allemand Heldendenkmal der Roten Armee, Monument aux héros de l'Armée rouge) est un monument commémoratif situé sur la Schwarzenbergplatz à Vienne, en Autriche.
Projeté dès février 1945 par le commandement soviétique et édifié juste après la guerre, il est formé d'une colonnade semi-circulaire en marbre blanc, de 8 mètres de haut et 26 colonnes, enfermant partiellement une figure de douze mètres d'un soldat de l'Armée rouge. Il est dédié à la mémoire des 17 000 soldats soviétiques tués au combat lors de l'offensive de Vienne pendant la Seconde Guerre mondiale.

## Contexte
A la fin de la Seconde Guerre mondiale, les forces soviétiques du troisième front ukrainien reçoivent l'ordre de Joseph Staline de s'emparer de Vienne, autant pour des raisons stratégiques que pour l'utiliser comme monnaie d'échange d'après-guerre avec les Alliés. Après d'intenses combats urbains, la ville est prise par les forces soviétiques le 14 avril 1945.

## Construction et perception autrichienne
La création d'une Commission alliée pour l'Autriche est envisagée par les dirigeants alliés lors des différentes sessions de la Commission consultative européenne et établie par l'Accord sur les mécanismes de contrôle en Autriche à Londres le 4 juillet 1945. L'accord prescrit la création de quatre zones d'occupation (américaine, britannique, française et soviétique) à Vienne, similaires à Berlin. On choisit un emplacement de premier plan dans le 3e arrondissement près du Palais Schwarzenberg, visible depuis le siège des forces alliées. Des prisonniers de guerre allemands et des ouvriers du bâtiment autrichiens sont employés à la construction du site de 280 m2.
Le mémorial comprend un arc de triomphe et est dominé par la figure d'un soldat avec une mitraillette PPSh-41 sur la poitrine. Le soldat porte un casque doré et tient un drapeau soviétique et un blason soviétique doré.

Remarque : Le blason du mémorial comporte 17 rubans, bien que le véritable blason d'État de l'Union soviétique ait un maximum de 16 rubans, autant qu'il y en avait au plus républiques soviétiques (dans les années 1940–1956). En fait, le blason du mémorial ne devrait avoir que des rubans 11, comme le Mémorial de la guerre soviétique dans le Tiergarten de Berlin et le véritable blason soviétique existait entre 1936 et 1946, c'est-à-dire également pendant la Seconde Guerre mondiale.
Le président russe Vladimir Poutine visite le mémorial en 2007 pour y déposer des fleurs et remercier l'Autriche pour son entretien. La ville a pris en charge la rénovation du mémorial malgré les objections de certains membres de la presse locale.

## Vandalisme
Le monument a été l'objet d'actes de vandalisme d'inspiration politique de plus en plus fréquents au XXIe siècle.
- En avril 2012, de la peinture rouge est projetée sur une partie du mémorial[3].
- En mai 2014, on y peint les couleurs du drapeau ukrainien lors du début de l' intervention militaire russe en Ukraine.
- En février 2015, de la peinture noire est versée sur un message de Joseph Staline félicitant les forces soviétiques pour leur victoire dans l'offensive de Vienne[4].

## Tablette en pierre

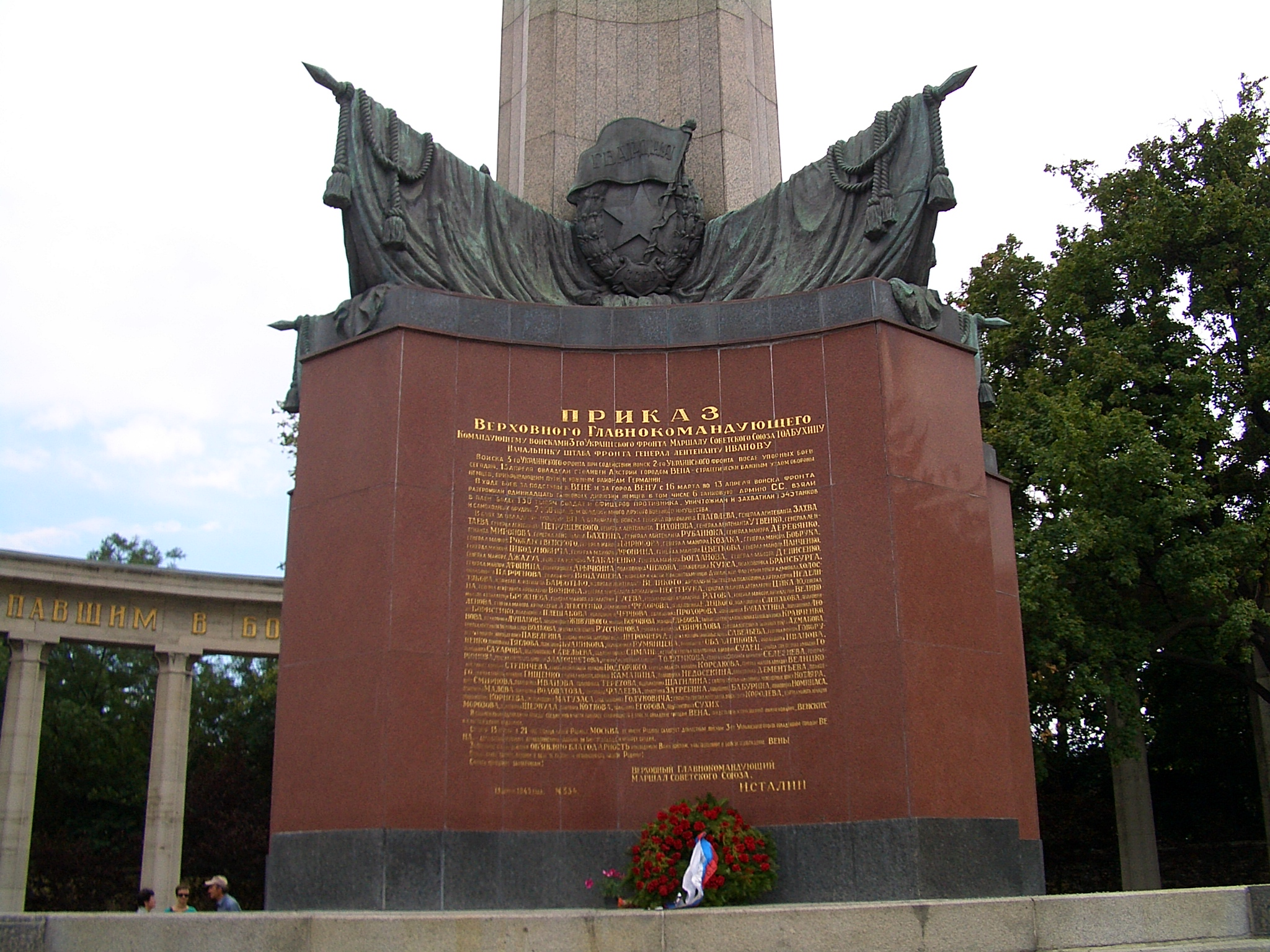
"Monument aux soldats de l'Armée soviétique tombés pour la Libération de l'Autriche du fascisme..."